# Melide (Spanje)
Melide is een gemeente in de Spaanse provincie A Coruña in de regio Galicië met een oppervlakte van 101 km². In 2001 telde Melide 7818 inwoners.

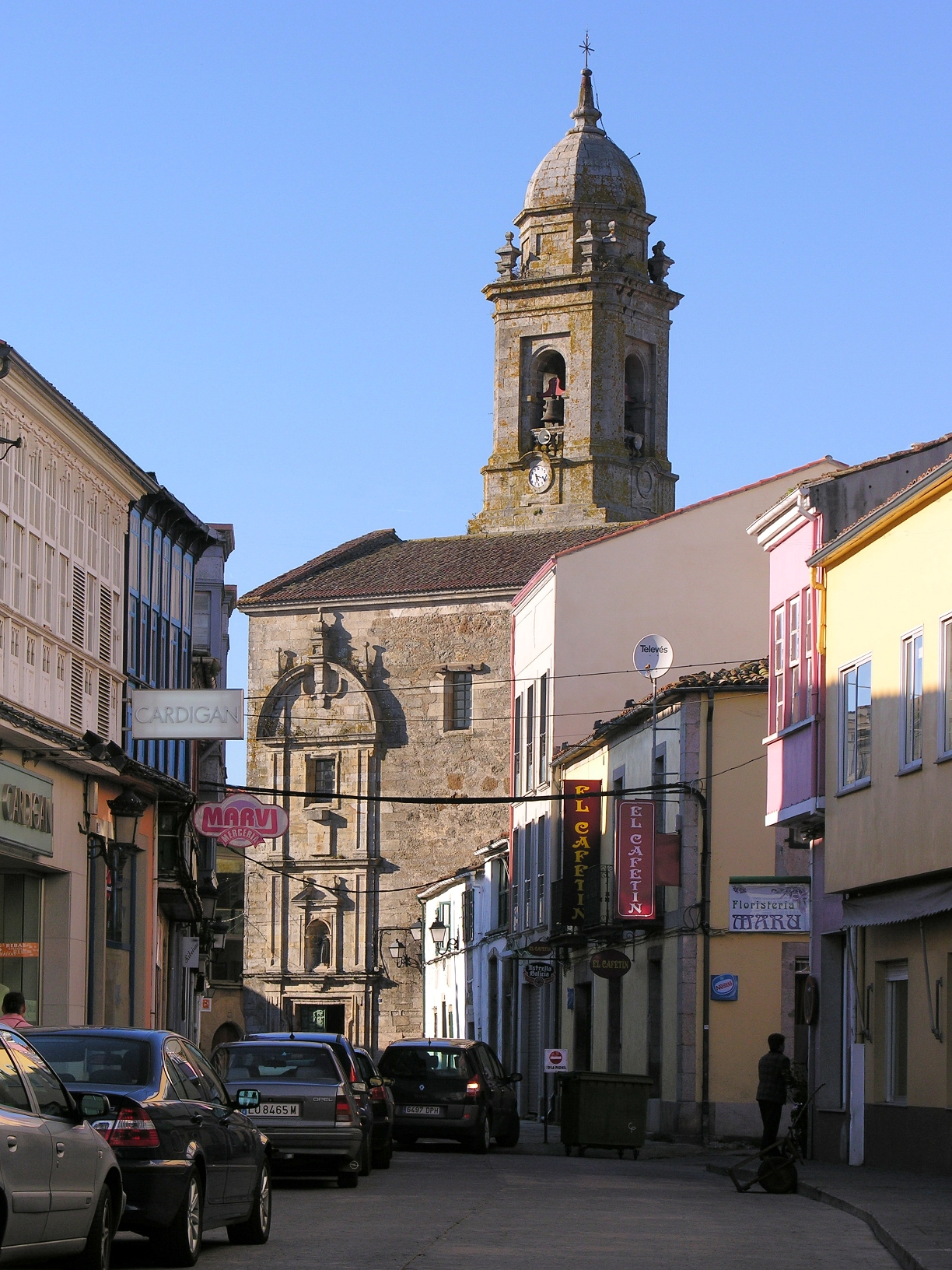
Kerk in Melide
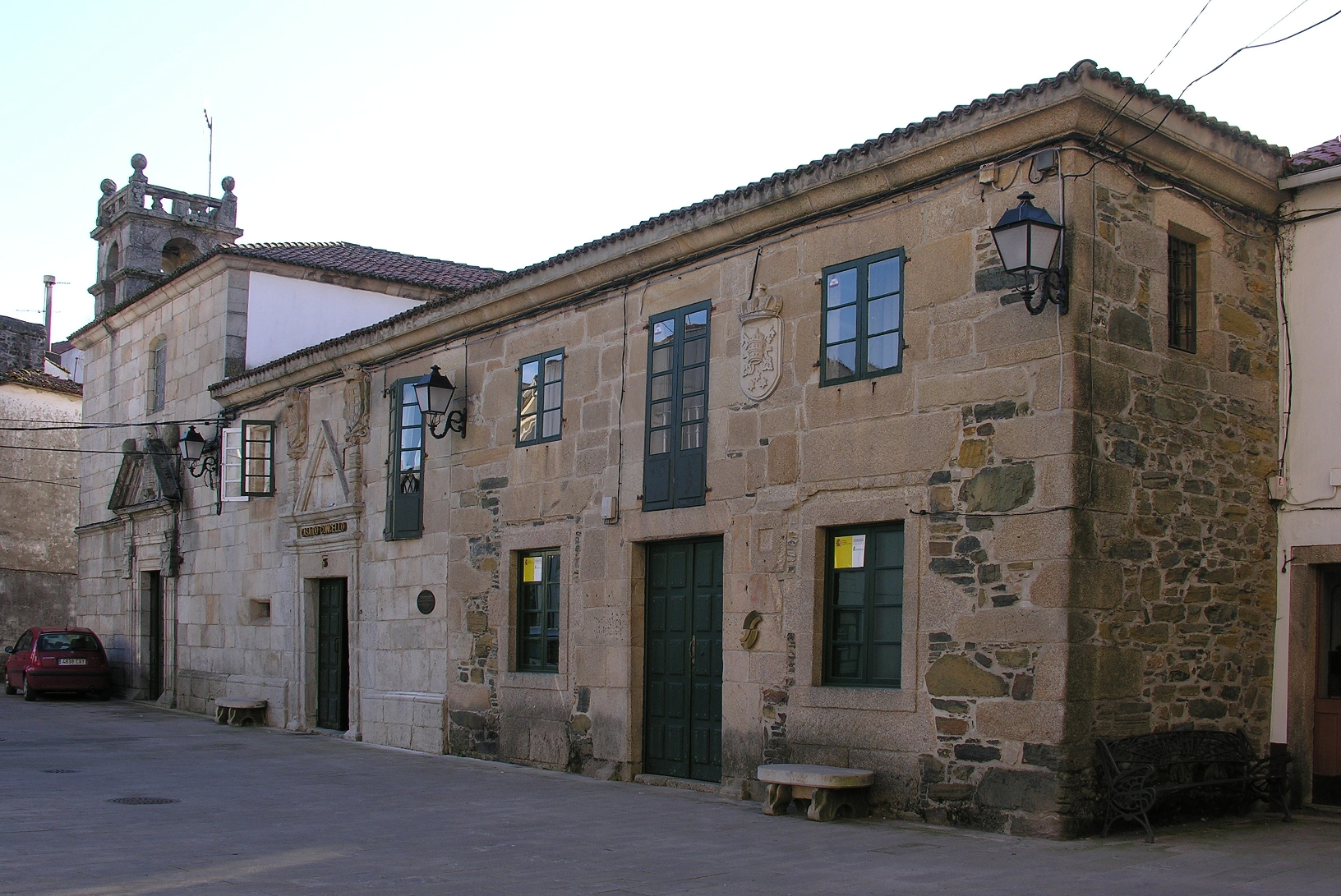
Gemeentehuis

## Geschiedenis
Melide is een knooppunt van de St. Jacobs route. Pelgrims die over de noordelijke route van Oviedo over Lugo naar Santiago reisden, kwamen in Melide op de camino frances. In de middeleeuwen stonden hier vier herbergen. In de parochiekerk, de vroegere kerk van het klooster en het hospital van het heilige kruis zijn nu nog wandschilderingen uit de late middeleeuwen te zien.

## Demografische ontwikkeling
Bron: INE, 1857-2011: volkstellingen
Abegondo · Ames · Aranga · Ares · Arteixo · Arzúa · A Baña · Bergondo · Betanzos · Boimorto · Boiro · Boqueixón ·  Brión · Cabana de Bergantiños · Cabanas · Camariñas · Cambre · A Capela · Carballo · Cariño · Carnota · Carral · Cedeira · Cee · Cerceda · Cerdido · Coirós · Corcubión · Coristanco ·  A Coruña · Culleredo · Curtis · Dodro · Dumbría · Fene · Ferrol · Fisterra · Frades · Irixoa · A Laracha · Laxe · Lousame · Malpica de Bergantiños · Mañón · Mazaricos · Melide · Mesía · Miño · Moeche · Monfero · Mugardos · Muros · Muxía · Narón · Neda · Negreira · Noia · Oleiros · Ordes · Oroso · Ortigueira · Outes · Oza-Cesuras · Paderne · Padrón · O Pino · A Pobra do Caramiñal · Ponteceso · Pontedeume · As Pontes de García Rodríguez · Porto do Son · Rianxo · Ribeira · Rois · Sada · San Sadurniño · Santa Comba · Santiago de Compostella · Santiso · Sobrado · As Somozas · Teo · Toques · Tordoia · Touro · Trazo · Val do Dubra · Valdoviño · Vedra · Vilarmaior · Vilasantar · Vimianzo · Zas